# マリア・アマーリア・フォン・ブランデンブルク
マリア・アマーリア・フォン・ブランデンブルク（Maria Amalia von Brandenburg[-Schwedt], 1670年11月26日 - 1739年11月17日）は、ドイツのブランデンブルク＝シュヴェート辺境伯家の公女。

## 生涯
ブランデンブルク選帝侯フリードリヒ・ヴィルヘルム（大選帝侯）とその2番目の妻でシュレースヴィヒ＝ホルシュタイン＝ゾンダーブルク＝グリュックスブルク公フィリップの娘であるドロテア・ゾフィーの間の長女として生まれた。マリア・アマーリアとその同母の兄弟姉妹は系譜上において、母ドロテアの創設したブランデンブルク＝シュヴェート辺境伯家に属し、異母兄のプロイセン王フリードリヒ1世とは系統を異にすると見なされている。
1687年8月20日にポツダムで、メクレンブルク＝ギュストロー公グスタフ・アドルフの世継ぎ公子カール（1664年 - 1688年）と結婚したが、翌1688年に夫妻の間に生まれた子供は誕生直後に亡くなり、カールもそのあと間もなく死去した。
1689年6月25日にポツダムにおいて、ザクセン＝ツァイツ公モーリッツ・ヴィルヘルムと再婚し、21年の結婚生活の間に5人の子女をもうけたが、成育したのは娘1人だけだった。夫の死後は寡婦財産として与えられた旧ヘンネベルク伯領（Grafschaft Henneberg）のシュロイジンゲンで暮らし、1739年に亡くなると、娘婿のヘッセン＝カッセル方伯ヴィルヘルム8世の計らいにより、カッセルのザンクト・マルティン教会（St. Martinskirche）に葬られた。

## 子女
2番目の夫モーリッツ・ヴィルヘルムとの間に5人の子女をもうけた。
- フリードリヒ・ヴィルヘルム（1690年）
- ドロテア・ヴィルヘルミーネ（1691年 - 1743年） - 1717年、ヘッセン＝カッセル方伯ヴィルヘルム8世と結婚
- カロリーネ・アマーリエ（1693年 - 1694年）
- ゾフィー・シャルロッテ（1695年 - 1696年）
- フリードリヒ・アウグスト（1700年 - 1710年）